# Liste des députés de la Loire
Liste des députés de la Loire

## Avant la Seconde République
- Joseph Alcock
- Jacques Ardaillon
- Pierre d'Assier de Valenches
- Claude-Philibert Barthelot de Rambuteau
- Damien Battaut de Pomérol
- Jean-Jacques Baude
- Jean-Pierre Bruyas
- Jean de Chantelauze
- Jean-Claude Chovet de la Chance
- Antoine Conte
- Antoine Courbon-Saint-Genest
- Tristan Duché
- Alphonse Dumarais Michon
- Antoine Dugas des Varennes
- André Duguet
- Jean Durosier
- Jean-Baptiste Ferrand
- Claude de Fournas
- Claude-Émile Gaudin
- Claude-Anne Gaultier
- Denis Gémier des Périchons
- Antoine Gérin
- Pierre Imbert
- Claude Javogues
- Jean-Claude Lachèze
- Pierre Lachèze
- Joseph Lanyer
- Léo-Guy-Antoine de Lévis
- Henri-Napoléon Mathon de Fogères
- Charles-Adrien Méaudre
- Camille-Augustin de Meaux d'Apinac
- François-Laurent Michelet de Rochemont
- Jean-Étienne Michon de Vougy
- Marcelin Moulin
- Nicolas de Nompère de Champagny
- Étienne Peyret-Lallier
- François Perroy
- Jean-François Piégay
- François Populle
- Gaspard Praire-Montaut
- Claude Ramel
- Antoine-Ildefonse Rater
- Jean-Louis Richard (de Maisonneuve)
- Antoine Richepanse (homme politique) (?-1808), père du général Antoine Richepanse
- Fleury Robert
- Étienne Siauve
- Jean-Pierre Sauzéas
- Pierre Sain
- Alphonse Vaysse de Rainneville
- Antoine Verne de Bachelard
- Jean Verne de Bachelard

## Assemblée législative (1791-1792)
Département de Rhône-et-Loire Voir Liste des députés du Rhône

## Convention nationale(1792-1795)
Création du département de la Loire le 12 août 1793. Voir Liste des députés du Rhône

## Conseil des Cinq-Cents(1795-1799)
- Claude Ramel
- Claude-Émile Gaudin
- Charles-Adrien Meaudre
- Pierre Imbert
- Antoine Courbon-Saint-Genest
- François Claude Perroy
- Jean-Pierre Sauzéas
- Étienne-Marie Siauve
- André Duguet
- Gaspard Praire-Montaut
- Jean-Baptiste Ferrand

## Corps législatif(1800-1814)
- Claude Ramel
- Denis Gémier des Périchons
- François Laurent Michelet de Rochemont
- Antoine-Marie Verne de Bachelard
- Jean-Claude Chovet de la Chance
- Jean-Louis Richard (de Maisonneuve)
- Antoine Richepanse

## Chambre des députés des départements (1reRestauration)
- Denis Gémier des Périchons
- François Laurent Michelet de Rochemont

## Chambre des représentants (Cent-Jours)
- Claude-Philibert Barthelot de Rambuteau
- François Populle
- Jean-Claude Lachèze
- Jean-François Piégay
- Jean-Pierre Bruyas
- Charles-Adrien Meaudre

## Chambre des députés des départements (2eRestauration)

### Irelégislature(1815–1816)
- Camille-Augustin de Meaux
- Jean Étienne Michon de Vougy
- Damien Battant de Pommerol
- Antoine Dugas des Varennes

### IIelégislature(1816-1823)
- François Populle
- Jean Étienne Michon de Vougy
- Damien Battant de Pommerol
- Claude de Fournas
- Pierre d'Assier de Valenches
- Charles-Adrien Meaudre
- Antoine Dugas des Varennes

### IIIelégislature(1824-1827)
- Camille-Augustin de Meaux
- Damien Battant de Pommerol
- Claude de Fournas
- Charles-Adrien Meaudre
- Antoine Dugas des Varennes

### IVelégislature(1828-1830)
- Jean de Chantelauze
- Léo-Guy-Antoine de Lévis
- Jean-Claude Lachèze
- Camille-Augustin de Meaux
- Marc Louis de Tardy
- Antoine Gérin
- Claude de Fournas

### Velégislature(23 juin 1830-28 juillet 1830)
- Joseph Alcock
- Nicolas de Nompère de Champagny
- Jean de Chantelauze
- Jean-Claude Lachèze
- Marc Louis de Tardy

## Chambre des députés (Monarchie de Juillet)

### IreLégislature(1830-1831)
- Jean-Jacques Baude
- Joseph Alcock
- Jean de Chantelauze, remplacé en 1831 par Antoine Rater
- Jean-Claude Lachèze
- Marc Louis de Tardy

### IIeLégislature(1831-1834)
- Pierre Désiré Antoine Lachèze
- Jacques Ardaillon
- Joseph Alcock démissionne en 1832, remplacé par Jean-Jacques Baude
- Jean-Claude Lachèze
- Fleury Robert

### IIIeLégislature(1834-1837)
- Pierre Désiré Antoine Lachèze
- Jacques Ardaillon
- Jean Théodore Durosier
- Jean-Jacques Baude
- Étienne Perey-Lallier

### IVeLégislature(1837-1839)
- Pierre Désiré Antoine Lachèze
- Jacques Ardaillon
- Joseph Lanyer
- Jean-Jacques Baude
- Antoine Joseph Xavier Conte

### VeLégislature(1839-1842)
- Pierre Désiré Antoine Lachèze
- Jacques Ardaillon
- Joseph Lanyer
- Jean Théodore Durosier
- Joseph Alcock

### VIeLégislature(1842-1846)
- Claude-Anne Gaultier
- Pierre Désiré Antoine Lachèze
- Joseph Lanyer
- Jean Théodore Durosier
- Jean-Jacques Baude

### VIIeLégislature(17/08/1846-24/02/1848)
- Henri Mathon de Fogères
- Pierre Désiré Antoine Lachèze
- Alphonse Vaysse de Rainneville
- Joseph Lanyer
- Jean Théodore Durosier

## IIeRépublique
Élections au suffrage universel masculin à partir de 1848

### Assemblée nationale constituante (1848-1849)
- Joseph Alcock
- Eugène Baune
- Martin Bernard
- Pierre Auguste Callet
- Laurent Chavassieu
- Joseph Devillaine
- Benoît Fourneyron
- Nicolas Levet
- Jean-Baptiste Point
- Jean-Claude Verpilleux

### Assemblée nationale législative (1849-1851)
- Eugène Baune
- Pierre Auguste Callet
- Laurent Chavassieu
- Tristan Duché
- Nicolas Heurtier
- Nicolas Levet
- Victor de Persigny, remplacé le 22 juillet 1849 par Jacques Delmas de Grammont
- Pierre Antoine Sain
- Martin Bernard déchu en 1849, remplacé par François Anglès

## Second Empire

### Irelégislature(1852-1857)
- Jules Balaÿ
- Pierre-Christophe Régis Bouchetal-Laroche
- Alphonse Dumarais Michon

### IIelégislature(1857-1863)
- Jules Balaÿ
- Pierre-Christophe Régis Bouchetal-Laroche
- Hippolyte de Souzy de Charpin-Feugerolles
- Alphonse Dumarais Michon

### IIIelégislature(1863-1869)
- Francisque Balaÿ
- Pierre-Christophe Régis Bouchetal-Laroche
- Claude Dechastelus
- Pierre-Frédéric Dorian

### IVelégislature(1869-1870)
- Pierre-Christophe Régis Bouchetal-Laroche
- Hippolyte de Souzy de Charpin-Feugerolles
- Claude Dechastelus
- Pierre-Frédéric Dorian

## Troisième République

### Assemblée nationale (1871 - 1876)
- Auguste Boullier, Centre droit
- Pierre de Montgolfier-Verpilleux, Non-inscrit
- Camille de Meaux, Centre droit
- Pierre-Frédéric Dorian, Gauche républicaine, décédé le 14 avril 1873, remplacé par Francisque Reymond, Gauche républicaine, élu le 12 octobre 1873
- Lucien Arbel, Centre gauche
- Jean-Baptiste Cunit, Gauche républicaine
- Francisque Ramey de Sugny, Union des droites
- Alexandre Jullien, Union des droites
- Jean-Baptiste Chavassieu, Union républicaine
- Charles Cherpin, Centre gauche
- Pierre Auguste Callet, Centre droit

### Ire législature (1876 - 1877)
- Étienne Brossard
- Émile Crozet-Fourneyron
- Pétrus Richarme
- Francisque Reymond
- Christophe Bertholon
- Jean-Baptiste Chavassieu
- Charles Cherpin

### IIe législature (1877 - 1881)
- Charles Cherpin élu sénateur en 1879, remplacé par Jean-Honoré Audiffred
- Étienne Brossard
- Émile Crozet-Fourneyron
- Jean-Baptiste Chavassieu élu sénateur en 1879, remplacé par Georges Levet
- Pétrus Richarme
- Francisque Reymond
- Christophe Bertholon

### IIIe législature (1881 - 1885)
- Émile Girodet
- Christophe Bertholon décédé en 1885, remplacé par Charles Amouroux
- Jean-Honoré Audiffred
- Étienne Brossard
- Georges Levet
- Francisque Reymond
- Marius Chavanne

### IVe législature (1885 - 1889)
- Charles Amouroux
- Pierre Bourganel
- Antoine Duché décédé en 1888, remplacé par Albert Marchais de la Berge
- Francis Laur
- Férréol Reuillet décédé en 1887, remplacé par Charles Dorian
- Jean-Honoré Audiffred
- Émile Crozet-Fourneyron
- Agamemnon Imbert
- Georges Levet
- Francisque Reymond

### Ve législature (1889 - 1893)
- Saint-Etienne-1 : Émile Girodet, Radical socialiste
- Roanne-2 : Paul Gerbay, Républicain, décédé en 1891, remplacé par Gabriel Réal, Républicain
- Saint-Etienne-2 : Marcellin Souhet, Radical
- Roanne-1 : Jean-Honoré Audiffred, Républicain
- Saint-Etienne-3 : Charles Neyrand, Boulangiste
- Montbrison-1 : Georges Levet, Républicain
- Montbrison-2 : André Chollet, Républicain

Source : journal Le Temps du 24 septembre et du 8 octobre 1889 sur Gallica,.

### VIe législature (1893 - 1898)
- Saint-Etienne-3 : Edmond Charpentier, Radical
- Montbrison-2 : Charles Dorian, Républicain
- Saint-Etienne-2 : Émile Girodet, Socialiste
- Roanne-2 : Gabriel Réal, Républicain
- Saint-Etienne-4 : Marcellin Souhet, Socialiste
- Roanne-1 : Jean-Honoré Audiffred, Républicain
- Saint-Etienne-1 : Benoît Oriol, Républicain
- Montbrison-1 : Georges Levet, Républicain

Source : journal Le Temps du 22 août et du 5 septembre 1893 sur Gallica,.

### VIIe législature (1898 - 1902)
- Saint-Etienne-3 : Victor Gay, Radical
- Roanne-2 : Jean Morel, Républicain
- Montbrison-2 : Charles Dorian, Républicain
- Saint-Etienne-4 : Georges Claudinon, Républicain progressiste
- Saint-Etienne-2 : Jean-Baptiste Galley, Républicain
- Roanne-1 : Jean-Honoré Audiffred, Républicain
- Saint-Etienne-1 : Benoît Oriol, Républicain
- Montbrison-1 : Georges Levet, Républicain

Source : journal Le Temps du 10 mai et du 24 mai 1898 sur Gallica,.

### VIIIe législature (1902 - 1906)
- Roanne-2 : Jean Morel, Républicain ministériel
- Saint-Etienne-2 : Jean Piger, Socialiste
- Saint-Etienne-1 : Aristide Briand, Socialiste
- Saint-Etienne-3 : Edmond Charpentier, Socialiste
- Montbrison-2 : Daniel Dorian, Républicain ministériel, décédé en 1903 remplacé par Joseph Ory, Républicain
- Roanne-1 : Jean-Honoré Audiffred, Républicain, élu sénateur en 1905, remplacé par Joanny Augé, Socialiste
- Saint-Etienne-4 : Georges Claudinon, Républicain progressiste
- Montbrison-1 : Georges Levet, Républicain ministériel

Source : journal Le Temps du 29 avril et du 13 mai 1902 sur Gallica,.

### IXe législature (1906 - 1910)
- Saint-Etienne-2 : Jules Ledin, Socialistes parlementaires
- Roanne-2 : Jean Morel, Républicain (Gauche démocratique)
- Saint-Etienne-1 : Aristide Briand, Ministre de l'Instruction Publique, Socialistes parlementaires
- Saint-Etienne-3 : Edmond Charpentier, Socialistes parlementaires
- Roanne-1 : Gilbert Laurent, Républicain progressiste
- Saint-Etienne-4 : Louis Vidon, Gauche Radicale Socialiste
- Montbrison-2 : Joseph Ory, Républicain progressiste
- Montbrison-1 : Georges Levet, Gauche Radicale

Sources : Journal Le Temps du 6 et du 22 mai 1906 sur Gallica - ,.

### Xe législature (1910 - 1914)

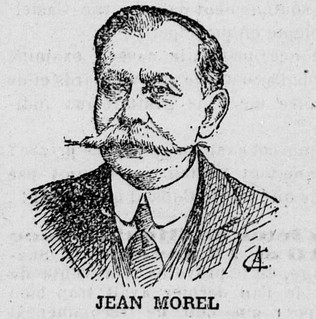
Jean Morel

- Saint-Etienne-2 : Antoine Durafour, Radical socialiste
- Roanne-2 : Jean Morel (homme politique), Gauche radicale, élu sénateur en 1912, remplacé par Joannès Déchelette, Action libérale, élu le 17 mars 1912
- Montbrison-2 : Antoine Drivet, Radical socialiste
- Saint-Etienne-1 : Aristide Briand, Président du Conseil, Républicain socialiste
- Saint-Etienne-4 : Jean Boudoint, Républicain progressiste
- Roanne-1 : Gilbert Laurent, Gauche démocratique
- Saint-Etienne-3 : Antoine Arbel, Républicain progressiste
- Montbrison-1 : Claude Chialvo, Républicain progressiste, décédé le 19 mai 1913, remplacé par Louis Lépine, Gauche démocratique, élu le 20 juillet 1913

Sources : Journal Le Temps du 24 avril et du 8 mai 1910 sur Gallica - ,.

### XIe législature (1914 - 1919)
- Saint-Etienne-4 : Ernest Lafont, SFIO
- Saint-Etienne-2 : Antoine Durafour, Radical socialiste
- Montbrison-1 : Pierre Robert, Radical socialiste
- Roanne-2 : Fernand Merlin, Radical socialiste
- Montbrison-2 : Antoine Drivet, Radical socialiste
- Saint-Etienne-1 : Aristide Briand, Président du Conseil, Non-inscrit
- Saint-Etienne-3 : Blaise Neyret, Fédération républicaine (Droite)
- Roanne-1 : Gilbert Laurent, Gauche démocratique

Sources : Journal Le Temps du 28 avril et du 12 mai 1914 sur Gallica - ,.

### XIIe législature (1919 - 1924)
Les élections législatives de 1919 furent organisées au scrutin proportionnel de liste. Elles marquèrent au niveau national la victoire du "Bloc national" de centre-droit.
Liste d'entente républicaine démocratique
- Gilbert Laurent, Entente républicaine démocratique
- Blaise Neyret, Entente républicaine démocratique
- Jean Taurines, Entente républicaine démocratique
- Roland Forissier, Entente républicaine démocratique
- Louis Jean Dupin, Entente républicaine démocratique

Liste du Bloc républicain socialiste
- Antoine Durafour, Parti radical et radical-socialiste
- Ernest Lafont, SFIO puis PC-SFIC
- Pierre Robert, Parti radical et radical-socialiste

Source : Barodet sur le site de l'Assemblée Nationale - https://bibnum.sciencespo.fr/s/catalogue/ark:/46513/sc16m2kz#?c=&m=&s=&cv=.

### XIIIe législature (1924 - 1928)
Les élections législatives de 1924 furent organisées au scrutin proportionnel de liste. Elles marquèrent au niveau national national la victoire du "Cartel des gauches".
Liste du Cartel des forces de gauche
- Antoine Durafour, Parti radical et radical-socialiste, Président du Conseil général
- Pierre-Robert, Parti radical et radical-socialiste, Conseiller général
- Albert Sérol, SFIO, Conseiller général, maire de Roanne
- Émile-Jean Mandrillon, Parti radical et radical-socialiste, Conseiller général, maire de Boën-sur-Lignon
- Jean-Joseph Bernachon, Parti radical et radical-socialiste, Maire de La Pacaudière, Président du Conseil d'arrondissement de Roanne
- Ernest Lafont, Union socialiste-communiste, Conseiller général
- Antoine Jouhannet, Union socialiste-communiste, Adjoint au maire de Roanne
- Simon Reynaud, Républicain socialiste et socialiste français, Adjoint au maire de Saint-Étienne
- Ferdinand Faure, Union socialiste-communiste, Conseiller général

Source : Barodet sur le site de l'Assemblée Nationale - https://bibnum.sciencespo.fr/s/catalogue/ark:/46513/sc16m1m0#?c=&m=&s=&cv=

### XIVe législature (1928 - 1932)
Les élections législatives furent au scrutin d'arrondissement majoritaire à deux tours de 1928 à 1936.
- Roanne-2 : Claude-Joseph Gignoux, Action démocratique et sociale (centre-droit)
- Saint-Étienne-3 : Jean Neyret, Indépendant de Droite
- Saint-Étienne-4 : Jean Taurines, Indépendant de Droite
- Roanne-1 : Albert Sérol, SFIO
- Saint-Étienne-1 : Alfred Vernay, Radical-socialiste
- Saint-Étienne-2 : Antoine Durafour, Radical-socialiste, décédé le 25 avril 1932
- Montbrison-2 : Étienne Fougère, Républicain de gauche (modéré)
- Montbrison-1 : Louis Jean Dupin, Union républicaine démocratique

Source : Élections législatives 22-29 avril 1928 de Georges Lachapelle - https://gallica.bnf.fr/ark:/12148/bpt6k320439r.texteImage#

### XVe législature (1932 - 1936)
- Roanne-2 : Georges Fouilland, Radical-socialiste
- Saint-Étienne-3 : Paul Creyssel, Radical-socialiste
- Montbrison-2 : Antoine Ravel, Radical-socialiste
- Saint-Étienne-4 : Pétrus Faure, Unité ouvrière
- Saint-Étienne-2 : Étienne Desgeorges, Radical-socialiste
- Montbrison-1 : Henry Corsin, Radical-socialiste
- Roanne-1 : Albert Sérol, SFIO
- Saint-Étienne-1 : Alfred Vernay, Radical-socialiste

### XVIe législature (1936 - 1942)
- Saint-Étienne-2 : André Magnan, Alliance des républicains de gauche et des radicaux indépendants
- Montbrison-2 : Jean Gapiand, Non-inscrit (Droite)
- Saint-Étienne-3 : Paul Creyssel, Alliance des républicains de gauche et des radicaux indépendants
- Saint-Étienne-1 : Antoine Pinay, Non-inscrit (Droite), élu sénateur en 1938 remplacé par Jean Raymond-Laurent, Parti démocrate populaire, élu le 19 juin 1938
- Saint-Étienne-4 : Pétrus Faure, Parti d'unité prolétarienne puis SFIO
- Roanne-2 : Fernand Girault, Alliance des républicains de gauche et des radicaux indépendants
- Montbrison-1 : Pierre Gaurand, Alliance des républicains de gauche et des radicaux indépendants, décédé le 3 mars 1943
- Roanne-1 : Albert Sérol, SFIO

## Gouvernement Provisoire de la République Française

### Première constituante (1945-1946)
Marius Patinaud (PCF)
Denise Bastide (PCF)
Eugène Claudius-Petit (UDSR)
Georges Bidault (MRP)
Barthélémy Ott (MRP)
Claudius Mounier (MRP)
Claude Mont (MRP)

### Deuxième constituante (juin-novembre 1946)
Marius Patinaud (PCF)
Denise Bastide (PCF)
Eugène Claudius-Petit (UDSR)
Georges Bidault (MRP)
Claude Mont (MRP)
Henri Bergeret (MRP)
Antoine Pinay (RI)

## Quatrième République

### Première législature (1946-1951)
Marius Patinaud (PCF)
Denise Bastide (PCF)
Albert Masson (PCF)
Eugène Claudius-Petit (UDSR)
Georges Bidault (MRP)
Claude Mont (MRP)
Henri Bergeret (MRP)
Antoine Pinay (RI)

### Deuxième législature (1951-1956)
Marius Patinaud (PCF)
Denise Bastide (PCF), décédée le 2 mars 1952, remplacée à l'occasion d'une élection partielle par Michel Jacquet (RI)
Eugène Claudius-Petit (UDSR)
Georges Bidault (MRP)
Antoine Pinay (RI)
Jean Pupat (Centre républicain)
Pierre Desgranges (RPF)
Jean Nocher (RPF)

### Troisième législature (1956-1958)
Marcel Thibaud (PCF)
Jean Diat (PCF)
Ennemond Thoral (SFIO)
Michel Soulié (Radical)
Georges Bidault (MRP)
Antoine Pinay (IPAS)
Michel Jacquet (IPAS)
Adrien Scheider (UFF)

## Cinquième République

### Irelégislature(1958-1962)
| Circonscription     | Identité                                       | Parti | À partir du     | Jusqu'au       | Note |
| ------------------- | ---------------------------------------------- | ----- | --------------- | -------------- | ---- |
| 1re circonscription | Jean-Louis Chazelle suppléant Lucien Carlin    | MRP   | 9 décembre 1958 | 9 octobre 1962 |      |
| 2e circonscription  | Lucien Neuwirth suppléant René Roinat          | UNR   | 9 décembre 1958 | 9 octobre 1962 |      |
| 3e circonscription  | Antoine Pinay                                  | CNI   | 9 décembre 1958 | 8 février 1959 | Gvt  |
| 3e circonscription  | Émile Hémain (suppléant)                       | CNI   | 9 février 1959  | 9 octobre 1962 |      |
| 4e circonscription  | Eugène Claudius-Petit suppléant Jean Fauconnet | DVG   | 9 décembre 1958 | 9 octobre 1962 |      |
| 5e circonscription  | Paul Pillet suppléant Victor Bonne             | DVD   | 9 décembre 1958 | 9 octobre 1962 |      |
| 6e circonscription  | Georges Bidault suppléant Gaston Charnay       | DVD   | 9 décembre 1958 | 9 octobre 1962 |      |
| 7e circonscription  | Michel Jacquet suppléant Louis Croizier        | CNI   | 9 décembre 1958 | 9 octobre 1962 |      |

### IIelégislature(1962-1967)
| Circonscription     | Identité                                   | Parti   | À partir du      | Jusqu'au         | Note |
| ------------------- | ------------------------------------------ | ------- | ---------------- | ---------------- | ---- |
| 1re circonscription | Alexandre de Fraissinette                  | CD      | 6 décembre 1962  | 10 décembre 1964 | Dcs  |
| 1re circonscription | Bernard Muller (suppléant)                 | CD      | 11 décembre 1964 | 2 avril 1967     |      |
| 2e circonscription  | Lucien Neuwirth suppléant René Roinat      | UNR-UDT | 6 décembre 1962  | 2 avril 1967     |      |
| 3e circonscription  | André Chazalon suppléant Pierre Meyer      | MRP     | 6 décembre 1962  | 2 avril 1967     |      |
| 4e circonscription  | Théo Vial-Massat suppléant Charles Crouzet | PCF     | 6 décembre 1962  | 2 avril 1967     |      |
| 5e circonscription  | Paul Pillet suppléante Cécile Buhot        | MRP     | 6 décembre 1962  | 2 avril 1967     |      |
| 6e circonscription  | Paul Rivière suppléante Marguerite Gonon   | UNR-UDT | 6 décembre 1962  | 2 avril 1967     |      |
| 7e circonscription  | Michel Jacquet suppléant Louis Croizier    | MRP     | 6 décembre 1962  | 2 avril 1967     |      |

### IIIelégislature(1967-1968)
| Circonscription     | Identité                                        | Parti | À partir du  | Jusqu'au    | Note |
| ------------------- | ----------------------------------------------- | ----- | ------------ | ----------- | ---- |
| 1re circonscription | Michel Durafour suppléant Jean Paturel          | CR    | 3 avril 1967 | 30 mai 1968 |      |
| 2e circonscription  | Lucien Neuwirth suppléant René Roinat           | UD-Ve | 3 avril 1967 | 30 mai 1968 |      |
| 3e circonscription  | André Chazalon suppléant Vincent Goujon         | DVD   | 3 avril 1967 | 30 mai 1968 |      |
| 4e circonscription  | Eugène Claudius-Petit suppléant Louis Berger    | CD    | 3 avril 1967 | 30 mai 1968 |      |
| 5e circonscription  | Alain Terrenoire suppléant Jack Chevallier      | UD-Ve | 3 avril 1967 | 30 mai 1968 |      |
| 6e circonscription  | Paul Rivière suppléant Jean-François Deleurence | UD-Ve | 3 avril 1967 | 30 mai 1968 |      |
| 7e circonscription  | Michel Jacquet suppléant Henri Lambey           | DVD   | 3 avril 1967 | 30 mai 1968 |      |

### IVelégislature(1968-1973)
| Circonscription     | Identité                                        | Parti | À partir du     | Jusqu'au       | Note |
| ------------------- | ----------------------------------------------- | ----- | --------------- | -------------- | ---- |
| 1re circonscription | Michel Durafour suppléant Pierre-Roger Gaussin  | CR    | 11 juillet 1968 | 1er avril 1973 |      |
| 2e circonscription  | Lucien Neuwirth suppléant René Roinat           | UDR   | 11 juillet 1968 | 1er avril 1973 |      |
| 3e circonscription  | André Chazalon suppléant Félicien Chabrol       | DVD   | 11 juillet 1968 | 1er avril 1973 |      |
| 4e circonscription  | Eugène Claudius-Petit suppléant Louis Berger    | DVD   | 11 juillet 1968 | 1er avril 1973 |      |
| 5e circonscription  | Alain Terrenoire suppléant Joseph Pitiot        | UDR   | 11 juillet 1968 | 1er avril 1973 |      |
| 6e circonscription  | Paul Rivière suppléant Jean-François Deleurence | UDR   | 11 juillet 1968 | 1er avril 1973 |      |
| 7e circonscription  | Michel Jacquet suppléant Camille Passot         | RI    | 11 juillet 1968 | 1er avril 1973 |      |

### Velégislature(1973-1978)
| Circonscription     | Identité                                  | Parti | À partir du   | Jusqu'au      | Note |
| ------------------- | ----------------------------------------- | ----- | ------------- | ------------- | ---- |
| 1re circonscription | Michel Durafour                           | CR    | 2 avril 1973  | 29 juin 1974  | Gvt  |
| 1re circonscription | Pierre-Roger Gaussin (suppléant)          | CR    | 30 juin 1974  | 2 avril 1978  |      |
| 2e circonscription  | Lucien Neuwirth suppléante Suzanne Namy   | UDR   | 2 avril 1973  | 2 avril 1978  |      |
| 3e circonscription  | André Chazalon suppléant Gabriel Rouchon  | CDP   | 2 avril 1973  | 2 avril 1978  |      |
| 4e circonscription  | Roger Partrat suppléant Fernand Montagnon | CDP   | 2 avril 1973  | 2 avril 1978  |      |
| 5e circonscription  | Alain Terrenoire suppléant Joseph Pitiot  | UDR   | 2 avril 1973  | 2 avril 1978  |      |
| 6e circonscription  | Paul Rivière suppléant Jean Magnin        | UDR   | 2 avril 1973  | 2 avril 1978  |      |
| 7e circonscription  | Michel Jacquet                            | RI    | 2 avril 1973  | 10 avril 1976 | Dcs  |
| 7e circonscription  | Henri Bayard (suppléant)                  | RI    | 11 avril 1976 | 2 avril 1978  |      |

### VIelégislature(1978-1981)
| Circonscription     | Identité                                       | Parti | À partir du  | Jusqu'au    | Note |
| ------------------- | ---------------------------------------------- | ----- | ------------ | ----------- | ---- |
| 1re circonscription | Michel Durafour suppléant Jean-Pierre Viallard | UDF   | 3 avril 1978 | 22 mai 1981 |      |
| 2e circonscription  | Lucien Neuwirth suppléante Danielle Roinat     | RPR   | 3 avril 1978 | 22 mai 1981 |      |
| 3e circonscription  | André Chazalon suppléant Gilbert Rocher        | UDF   | 3 avril 1978 | 22 mai 1981 |      |
| 4e circonscription  | Théo Vial-Massat suppléant Fernand Montagnon   | PCF   | 3 avril 1978 | 22 mai 1981 |      |
| 5e circonscription  | Jean Auroux suppléant Jean-Jacques Bénetière   | PS    | 3 avril 1978 | 22 mai 1981 |      |
| 6e circonscription  | Pascal Clément suppléant Bernard Blanchardon   | UDF   | 3 avril 1978 | 22 mai 1981 |      |
| 7e circonscription  | Henri Bayard suppléant Barthélemy Moulin       | UDF   | 3 avril 1978 | 22 mai 1981 |      |

### VIIelégislature(1981-1986)
| Circonscription     | Identité                                     | Parti | À partir du     | Jusqu'au        | Note |
| ------------------- | -------------------------------------------- | ----- | --------------- | --------------- | ---- |
| 1re circonscription | Paul Chomat suppléant Joseph Sanguedolce     | PCF   | 2 juillet 1981  | 1er avril 1986  |      |
| 2e circonscription  | Bruno Vennin suppléante Élisabeth Bost       | PS    | 2 juillet 1981  | 1er avril 1986  |      |
| 3e circonscription  | Jacques Badet suppléant Claude Chaboissier   | PS    | 2 juillet 1981  | 1er avril 1986  |      |
| 4e circonscription  | Théo Vial-Massat suppléant Fernand Montagnon | PCF   | 2 juillet 1981  | 1er avril 1986  |      |
| 5e circonscription  | Jean Auroux                                  | PS    | 2 juillet 1981  | 24 juillet 1981 | Gvt  |
| 5e circonscription  | Jean-Jacques Bénetière (suppléant)           | PS    | 25 juillet 1981 | 12 mars 1986    | Dem  |
| 6e circonscription  | Pascal Clément suppléant Bernard Blanchardon | UDF   | 2 juillet 1981  | 1er avril 1986  |      |
| 7e circonscription  | Henri Bayard suppléant Barthélemy Moulin     | UDF   | 2 juillet 1981  | 1er avril 1986  |      |

### VIIIelégislature(1986-1988)
7 députés élus à la proportionnelle :
- Jean Auroux (PS)
- Jacques Badet (PS)
- Henri Bayard (UDF)
- Christian Cabal (RPR)
- Paul Chomat (PCF)
- Pascal Clément (UDF)
- Guy Le Jaouen (FN)

### IXelégislature(1988-1993)
| Circonscription     | Identité                                                | Parti | À partir du  | Jusqu'au       | Note |
| ------------------- | ------------------------------------------------------- | ----- | ------------ | -------------- | ---- |
| 1re circonscription | Jean-Pierre Philibert (suppléant : Lucien Nicolas, RPR) | UDF   | 23 juin 1988 | 1er avril 1993 |      |
| 2e circonscription  | Christian Cabal (suppléant : Jean Pibarot, UDF)         | RPR   | 23 juin 1988 | 1er avril 1993 |      |
| 3e circonscription  | François Rochebloine (suppléant : Joseph-Henri Roux)    | CDS   | 23 juin 1988 | 1er avril 1993 |      |
| 4e circonscription  | Théo Vial-Massat (suppléant : Fernand Montagnon)        | PCF   | 23 juin 1988 | 1er avril 1993 |      |
| 5e circonscription  | Jean Auroux (suppléant : Christian Avocat)              | PS    | 23 juin 1988 | 1er avril 1993 |      |
| 6e circonscription  | Pascal Clément (suppléant : Bernard Blanchardon)        | UDF   | 23 juin 1988 | 1er avril 1993 |      |
| 7e circonscription  | Henri Bayard (suppléant : Barthélemy Moulin)            | UDF   | 23 juin 1988 | 1er avril 1993 |      |

### Xelégislature(1993-1997)
| Circonscription     | Identité                                                      | Parti | À partir du  | Jusqu'au      | Note |
| ------------------- | ------------------------------------------------------------- | ----- | ------------ | ------------- | ---- |
| 1re circonscription | Jean-Pierre Philibert (suppléant : Hubert Pouquet)            | UDF   | 2 avril 1993 | 21 avril 1997 |      |
| 2e circonscription  | Christian Cabal (suppléante : Nicole Peycelon)                | RPR   | 2 avril 1993 | 21 avril 1997 |      |
| 3e circonscription  | François Rochebloine (suppléante : Solange Berlier)           | UDF   | 2 avril 1993 | 21 avril 1997 |      |
| 4e circonscription  | Daniel Mandon (suppléant : Jean-François Barnier)             | UDF   | 2 avril 1993 | 21 avril 1997 |      |
| 5e circonscription  | Yves Nicolin (suppléant : Aymar de Seroux)                    | UDF   | 2 avril 1993 | 21 avril 1997 |      |
| 6e circonscription  | Pascal Clément                                                | UDF   | 2 avril 1993 | 1er mai 1993  | Gvt  |
| 6e circonscription  | Jacques Cyprès (suppléant)                                    | UDF   | 2 mai 1993   | 19 mai 1995   | Dem  |
| 6e circonscription  | Pascal Clément (suppléant : Jacques Cyprès)                   | UDF   | 18 juin 1995 | 21 avril 1997 |      |
| 7e circonscription  | Jean-François Chossy (suppléante : Marie-Edith Tomasini, RPR) | UDF   | 2 avril 1993 | 21 avril 1997 |      |

### XIelégislature(1997-2002)
| Circonscription     | Identité                                            | Parti | À partir du   | Jusqu'au     | Note |
| ------------------- | --------------------------------------------------- | ----- | ------------- | ------------ | ---- |
| 1re circonscription | Gérard Lindeperg (suppléant : Jean Hugon)           | PS    | 1er juin 1997 | 18 juin 2002 |      |
| 2e circonscription  | Christian Cabal (suppléante : Florence Corompt)     | RPR   | 1er juin 1997 | 18 juin 2002 |      |
| 3e circonscription  | François Rochebloine (suppléante : Solange Berlier) | UDF   | 1er juin 1997 | 18 juin 2002 |      |
| 4e circonscription  | Bernard Outin (suppléant : Marc Faure)              | PCF   | 1er juin 1997 | 18 juin 2002 |      |
| 5e circonscription  | Yves Nicolin (suppléant : Philippe Macke, RPR)      | UDF   | 1er juin 1997 | 18 juin 2002 |      |
| 6e circonscription  | Pascal Clément (suppléant : Jacques Cyprès)         | UDF   | 1er juin 1997 | 18 juin 2002 |      |
| 7e circonscription  | Jean-François Chossy (suppléant : Paul Salen)       | UDF   | 1er juin 1997 | 18 juin 2002 |      |

### XIIelégislature(2002-2007)
| Circonscription     | Identité                                            | Parti        | À partir du    | Jusqu'au       | Note |
| ------------------- | --------------------------------------------------- | ------------ | -------------- | -------------- | ---- |
| 1re circonscription | Gilles Artigues (suppléant : Robert Karulak)        | UDF          | 19 juin 2002   | 19 juin 2007   |      |
| 2e circonscription  | Christian Cabal (suppléante : Annie Domenichini)    | RPR puis UMP | 19 juin 2002   | 19 juin 2007   |      |
| 3e circonscription  | François Rochebloine (suppléante : Solange Berlier) | UDF          | 19 juin 2002   | 19 juin 2007   |      |
| 4e circonscription  | Dino Cinieri (suppléant : Daniel Mandon)            | RPR puis UMP | 19 juin 2002   | 19 juin 2007   |      |
| 5e circonscription  | Yves Nicolin (suppléant : Philippe Macke)           | DL puis UMP  | 19 juin 2002   | 19 juin 2007   |      |
| 6e circonscription  | Pascal Clément                                      | DL puis UMP  | 19 juin 2002   | 2 juillet 2005 | Gvt  |
| 6e circonscription  | Liliane Vaginay (suppléante)                        | DL puis UMP  | 3 juillet 2005 | 19 juin 2007   |      |
| 7e circonscription  | Jean-François Chossy (suppléant : Paul Salen)       | UDF puis UMP | 19 juin 2002   | 19 juin 2007   |      |

### XIIIelégislature(2007-2012)
| Circonscription     | Identité                                             | Parti | À partir du  | Jusqu'au     | Note |
| ------------------- | ---------------------------------------------------- | ----- | ------------ | ------------ | ---- |
| 1re circonscription | Régis Juanico (suppléant : Rémy Godde)               | PS    | 20 juin 2007 | 19 juin 2012 |      |
| 2e circonscription  | Jean-Louis Gagnaire (suppléante : Marie-Odile Sasso) | PS    | 20 juin 2007 | 19 juin 2012 |      |
| 3e circonscription  | François Rochebloine (suppléante : Solange Berlier)  | NC    | 20 juin 2007 | 19 juin 2012 |      |
| 4e circonscription  | Dino Cinieri (suppléant : Bernard Bonne)             | UMP   | 20 juin 2007 | 19 juin 2012 |      |
| 5e circonscription  | Yves Nicolin (suppléante : Agnès Perrin-Allègre)     | UMP   | 20 juin 2007 | 19 juin 2012 |      |
| 6e circonscription  | Pascal Clément (suppléante : Marie-Paule Capitan)    | UMP   | 20 juin 2007 | 19 juin 2012 |      |
| 7e circonscription  | Jean-François Chossy                                 | UMP   | 20 juin 2007 | 5 mai 2011   | dcs  |
| 7e circonscription  | Paul Salen (suppléant)                               | UMP   | 6 mai 2011   | 19 juin 2012 |      |

dcs = décès

### XIVelégislature(2012-2017)
| Circonscription     | Identité                                              | Parti | À partir du  | Jusqu'au     | Note |
| ------------------- | ----------------------------------------------------- | ----- | ------------ | ------------ | ---- |
| 1re circonscription | Régis Juanico (suppléante : Arlette Bernard)          | PS    | 20 juin 2012 | 20 juin 2017 |      |
| 2e circonscription  | Jean-Louis Gagnaire (suppléante : Christine Cauët)    | PS    | 20 juin 2012 | 20 juin 2017 |      |
| 3e circonscription  | François Rochebloine (suppléante : Laurence Bussière) | NC    | 20 juin 2012 | 20 juin 2017 |      |
| 4e circonscription  | Dino Cinieri (suppléante : Christiane Brun-Jarry)     | UMP   | 20 juin 2012 | 20 juin 2017 |      |
| 5e circonscription  | Yves Nicolin (suppléante : Clotilde Robin)            | UMP   | 20 juin 2012 | 20 juin 2017 |      |
| 6e circonscription  | Paul Salen (suppléante : Michelle Delorme)            | UMP   | 20 juin 2012 | 20 juin 2017 |      |

### XVelégislature(2017-2022)
| Circonscription     | Identité                                               | Parti | À partir du  | Jusqu'au     | Note |
| ------------------- | ------------------------------------------------------ | ----- | ------------ | ------------ | ---- |
| 1re circonscription | Régis Juanico (suppléante : Arlette Bernard)           | PS    | 21 juin 2017 | 21 juin 2022 |      |
| 2e circonscription  | Jean-Michel Mis (suppléante : Zahra Bencharif)         | REM   | 21 juin 2017 | 21 juin 2022 |      |
| 3e circonscription  | Valéria Faure-Muntian (suppléant : Mathieu Branquinho) | REM   | 21 juin 2017 | 21 juin 2022 |      |
| 4e circonscription  | Dino Cinieri (suppléante : Sylvie Bonnet)              | LR    | 21 juin 2017 | 21 juin 2022 |      |
| 5e circonscription  | Nathalie Sarles (suppléant : Bruno Berthelier)         | REM   | 21 juin 2017 | 21 juin 2022 |      |
| 6e circonscription  | Julien Borowczyk (suppléante : Sandra Liébart)         | REM   | 21 juin 2017 | 21 juin 2022 |      |

### XVIelégislature(2022-2024)
| Circonscription     | Identité                                              | Parti | À partir du     | Jusqu'au         | Note |
| ------------------- | ----------------------------------------------------- | ----- | --------------- | ---------------- | ---- |
| 1re circonscription | Quentin Bataillon (suppléante : Fabienne Durand)      | LREM  | 22 juin 2022    | 9 juin 2024      |      |
| 2e circonscription  | Andrée Taurinya (suppléant : Atmane Dahmani)          | LFI   | 22 juin 2022    | 9 juin 2024      |      |
| 3e circonscription  | Emmanuel Mandon (suppléant : François Rochebloine)    | MoDem | 22 juin 2022    | 9 juin 2024      |      |
| 4e circonscription  | Dino Cinieri                                          | LR    | 22 juin 2022    | 30 novembre 2023 | Dem  |
| 4e circonscription  | Sylvie Bonnet (suppléante)                            | LR    | 1 décembre 2023 | 9 juin 2024      |      |
| 5e circonscription  | Antoine Vermorel-Marques (suppléante : Fanny Fesnoux) | LR    | 22 juin 2022    | 9 juin 2024      |      |
| 6e circonscription  | Jean-Pierre Taite (suppléant : Jean-Yves Bonnefoy)    | LR    | 22 juin 2022    | 9 juin 2024      |      |

### XVIIelégislature(2024-2029)
| Circonscription     | Identité                                                | Parti | À partir du  | Jusqu'au | Note |
| ------------------- | ------------------------------------------------------- | ----- | ------------ | -------- | ---- |
| 1re circonscription | Pierrick Courbon (suppléante : Julie Tokhi, EELV)       | PS    | 10 juin 2024 |          |      |
| 2e circonscription  | Andrée Taurinya (suppléant : Abdallah Samir Mouhli)     | LFI   | 10 juin 2024 |          |      |
| 3e circonscription  | Emmanuel Mandon (suppléant : François Rochebloine)      | MoDem | 10 juin 2024 |          |      |
| 4e circonscription  | Sylvie Bonnet (suppléant : Dino Cinieri)                | LR    | 10 juin 2024 |          |      |
| 5e circonscription  | Antoine Vermorel-Marques (suppléante : Jérémie Lacroix) | LR    | 10 juin 2024 |          |      |
| 6e circonscription  | Jean-Pierre Taite (suppléant : Jean-Yves Bonnefoy)      | LR    | 10 juin 2024 |          |      |